# Iwona Prędecka
Iwona Prędecka (ur. 20 października 1989), polska pływaczka, zawodniczka UKP Unia Oświęcim, specjalistka stylu klasycznego i zmiennego.

## Kariera
Reprezentantka Polski na Mistrzostwa Europy na krótkim basenie w 2007 w Debreczynie. Wielokrotna mistrzyni Polski stylu klasycznego.
Rekordzistka Polski na dystansie 200 metrów stylem klasycznym.
Rekord życiowy zawodniczki na 100 m st.klas. to 1.09,15, natomiast na 200 m st. klas. 2.24,90.

## Sukcesy międzynarodowe
- Wicemistrzyni Europy Juniorów - Budapeszt 2005 na 200m stylem klasycznym;
- Finalistka MŚ Juniorów w Rio de Janeiro, 2006.